# Chitalmari
Chitalmari (en bengali : চিতলমারি) est une upazila du Bangladesh dans le district de Bagerhat. En 1991, on y dénombrait 127 524 habitants.